# Juan Carlos I (L-61)
«Хуан Карлос I» — универсальный десантный корабль-авианосец ВМС Испании. Близок по концепции к американским кораблям типа Wasp, однако снабжён трамплином для увеличения боевой нагрузки самолётов с укороченным взлётом. Основное вооружение корабля — истребитель AV-8B Harrier II. 
Назван в честь Хуана Карлоса I, бывшего короля Испании.

## Конструкция
Корабль имеет полётную палубу длиной 202 м с трамплином. На палубе расположены 8 посадочных площадок для самолётов AV-8 Harrier II, F-35 или средних вертолётов, 4 посадочных точки для тяжёлых вертолётов CH-47 Chinook или конвертоплана V-22 Osprey. Авиагруппа включает до 30 самолётов и вертолётов.
Впервые в испанском флоте применена дизель-электрическая двигательная установка. Генераторы установки приводятся в движение газовой турбиной LM2500 (мощностью 19,750 МВт) и двумя дизелями Navantia-Man 32/40 (по 7,68 МВт каждый). Также имеется аварийный дизель-генератор мощностью 1,2 МВт. Движение корабля осуществляется посредством двух азимутальных винто-рулевых колонок (азиподов) Siemens-Schottel Propulsor мощностью 11 МВт каждая.
Экипаж корабля составляет 900 человек. Обеспечиваются места для 1200 морских пехотинцев. Двухуровневый многофункциональный ангар/гараж имеет площадь 6000 м² и вмещает до 6000 тонн груза и техники. Док с кормовыми воротами шириной 16,8 м вмещает 4 десантные баржи LCM-1E и 4 надувных десантных катера или 1 катер на воздушной подушке LCAC и плавающие бронетранспортёры.